# Déportés de Murat
 (avril 2024).
Si vous disposez d'ouvrages ou d'articles de référence ou si vous connaissez des sites web de qualité traitant du thème abordé ici, merci de compléter l'article en donnant les références utiles à sa vérifiabilité et en les liant à la section « Notes et références ».

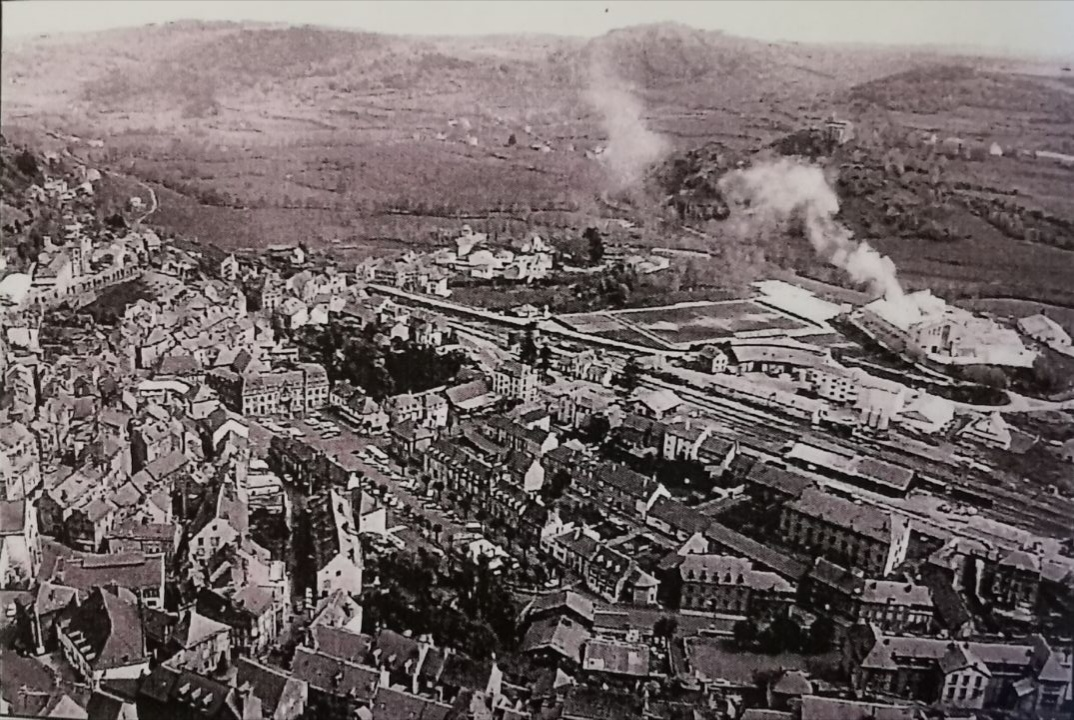
Murat avant la guerre

En 1944, durant la Seconde Guerre mondiale, les mouvements de résistance et le maquis s'organisent en vue de la Libération attendue. 
À la fin mai, les maquisards se regroupent au Mont Mouchet (plateau à cheval sur le Cantal, la Haute-Loire et la Lozère). La Wehrmacht, la police allemande et la milice intensifient la répression des maquis en mai-juin 1944. Hugo Geissler, capitaine SS, dirige les actions contre la résistance à Murat, commune du Cantal, et ses environs au début du mois de juin. C'est dans ce contexte que la population murataise subit deux rafles les 12 et 24 juin 1944. 

## Mise en place de la Résistance et contexte des rafles

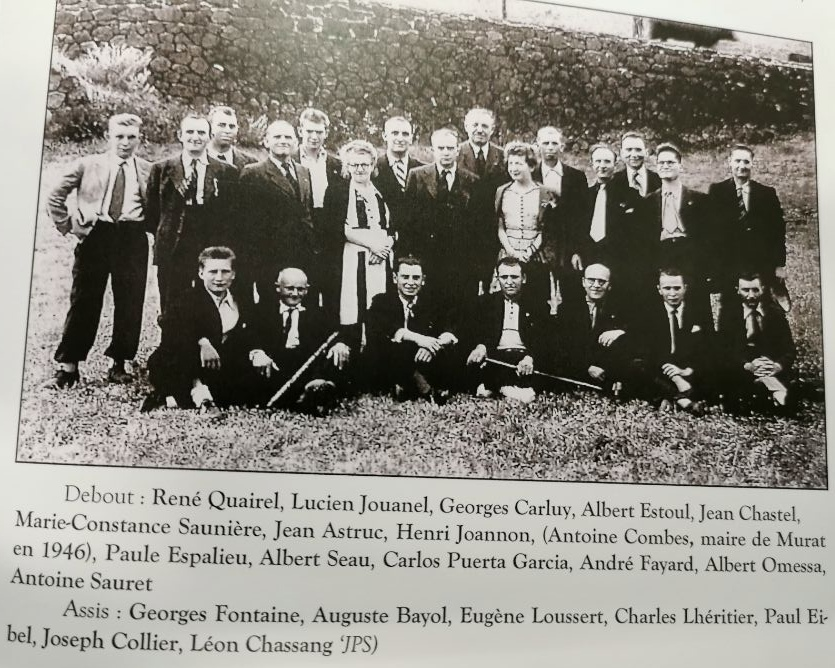
Maquisards

Pendant que les Allemands occupent une partie du Cantal, la résistance murataise se met en place. Du corps franc de Murat, 20 % rejoindront le Mont Mouchet en 1944. En juillet 1944, quatre-vingts hommes se cantonnent à Chalinargues, pour ensuite préparer une attaque qui conduira à la libération de Saint-Flour. Lors de la libération de la France, plusieurs résistants se rattachent aux Forces françaises libres. Les Muratais résistent à l’envahisseur en organisant des sabotages de lignes à haute tension. À la suite d'un message des Landes, des cigarettes ainsi que de la nourriture sont parachutées. Durant l'hiver et le printemps, les résistants organisent plusieurs opérations, notamment le 22 mai 1944, où ils font exploser un train dans le tunnel du Lioran avec de la dynamite. Peu de temps après, ils préparent une embuscade au château d'Anterroches, puis ils coordonnent un accrochage à la côte de Pignou.

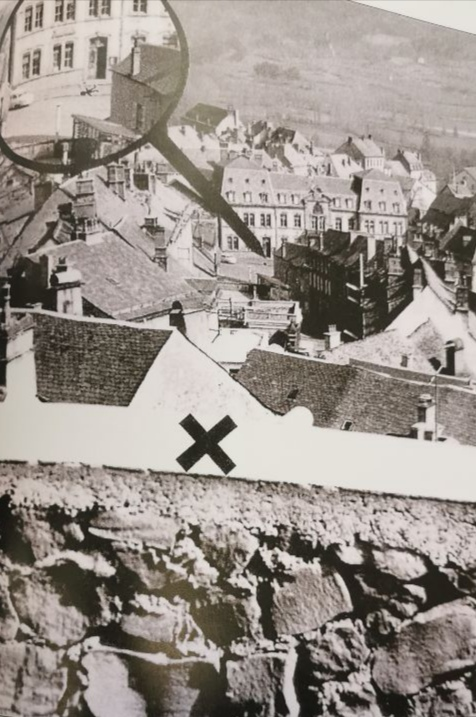
Sur cette photo est indiqué l'endroit où est tombé Hugo Gleisser et la position du tireur du maquis qui l'a abattu (la croix), Rue Bonnevie

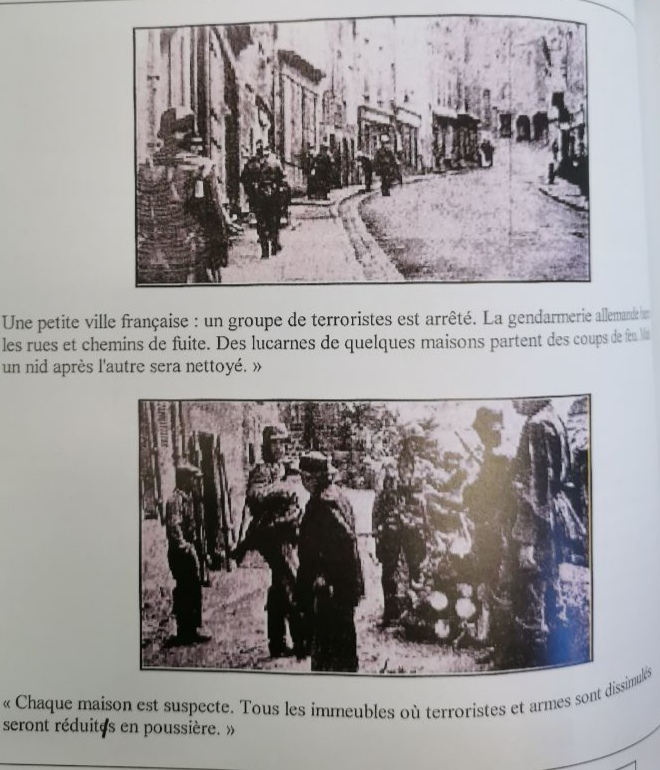
Journal du Cantal

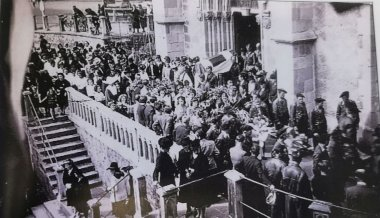
15 août 1944: Obsèques des maquisards tués dans les combats du Lioran

## Première rafle et répression de la Résistance
Le 12 juin 1944, un groupe de maquisards venu de Saint-Genès se place sur les hauteurs de la ville et fait feu en direction de la place du Balat à Murat, où s'affrontent plusieurs miliciens et soldats allemands;  parmi eux se trouve le Capitaine Hugo Geissler (chef de la Gestapo de la zone sud) qui a arrêté douze personnes. Ce jour-là, six soldats allemands  périssent ainsi que le capitaine Gessler lors de cette attaque. 

## Deuxième rafle

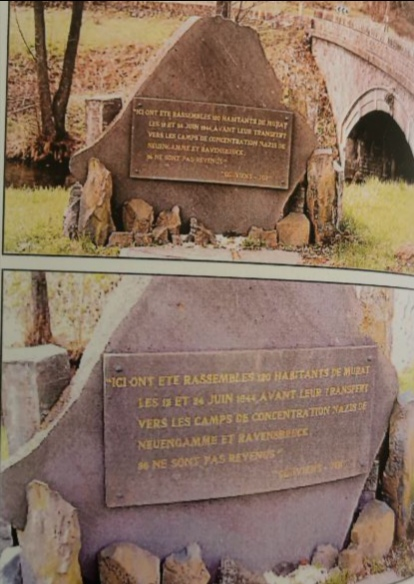
Monument au pont Notre-Dame

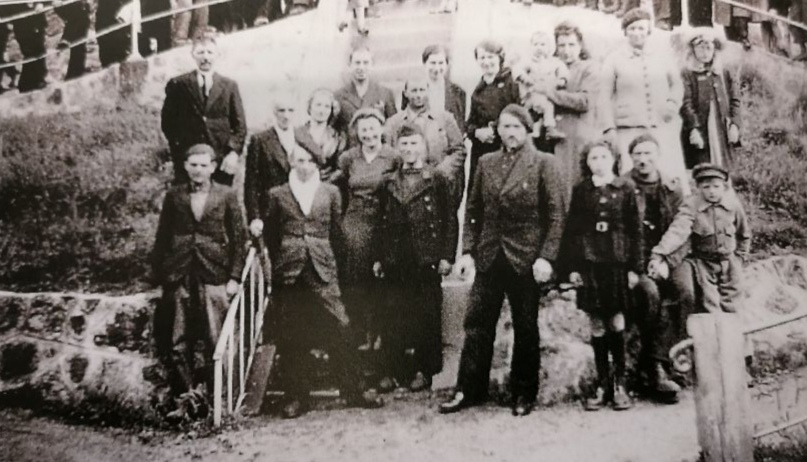
Mai 1945 - Gare de Murat : De retour de Rawa-Ruska (Ukraine) et de Neuengamme (Allemagne)

Le 24 juin 1944, les maquisards muratais sont dénoncés. Dès le lever du jour, Murat est cerné de tous côtés et les soldats allemands investissent la ville. Ils fouillent celle-ci, pénètrent dans les maisons et rassemblent 121 hommes sur la place de l'Hôtel-de-Ville. Vers 14h, les soldats SS libèrent les hommes de plus de 50 ans qui reçoivent l'ordre d'éteindre l'incendie qui menace d'engloutir la ville. En effet, plusieurs maisons qui sont marquées d'une croix blanche ont explosé, l'une après l'autre, mettant le feu aux bâtiments adjacents. Tout le centre-ville est en proie aux flammes. À la suite de ces évènements, les soldats allemands, mitraillette en main, emmènent tous les otages en rang de cinq jusqu'au pont de Notre-Dame. Dans un pré en contrebas de la route, les hommes descendent, poussés par les soldats SS contre le mur de soutènement. L'émotion est forte mais Louis Dacheux console ceux qui ont l'appréhension d’être fusillés en disant "Bah ! ce n'est qu'un mauvais moment à passer !". Parmi ces hommes, il y a Marcel Chauliaguet qui a son tablier de boulanger, René Berger, en bras de chemise. Louis Ermoire est même arrêté pendant un enterrement et il est encore en costume d’employé des pompes funèbres. À 17 h, des camions arrivent dans lesquels ces hommes prennent place. La déportation commence en direction de  Clermont-Ferrand d'abord, puis en Allemagne, plus précisément à Neuengamme. Ils laissent derrière eux une ville sinistrée et des foyers en larmes.

## Déportation
Quand les déportés arrivent à Clermont-Ferrand dans la nuit du 24 au 25 juin, ils sont emmenés dans la prison allemande située à la caserne du 92e Régiment d'Infanterie. Les conditions de vie sont difficiles : ils sont enfermés dans deux cellules comprenant chacune une paillasse pour deux ou trois ainsi qu'un tonneau. Quatre de ces résistants sont amenés à Chamalières pour être torturés. Les Muratais restent à Clermont-Ferrand jusqu'au 6 juillet 1944, date de leur départ vers Compiègne, ils voyagent en autobus, enchaînés deux par deux. Le camp de Royallieu n'est qu'une étape car le 15 juillet, un train est réquisitionné en direction de l'Allemagne. Les conditions du voyage sont terribles car ils sont 60 par wagon à bestiaux, il fait très chaud et ils n'ont pas à boire. 
Quand les déportés arrivent à Neuengamme le 18 juillet 1944, ils découvrent que leur destination est un bagne. Dès leur arrivée, ils sont rassemblés à coup de matraques par les gardiens SS. Les Muratais sont conduits en rang sur la place d'appel. Le camp se situe à 30 km de Hambourg au nord de l'Allemagne. Ils sont dépouillés de leurs vêtements, objets personnels, alliances, montres. Ils sont tondus, désinfectés et reçoivent un numéro de matricule qui deviendra leur nouvelle identité. 

## Vie dans les camps

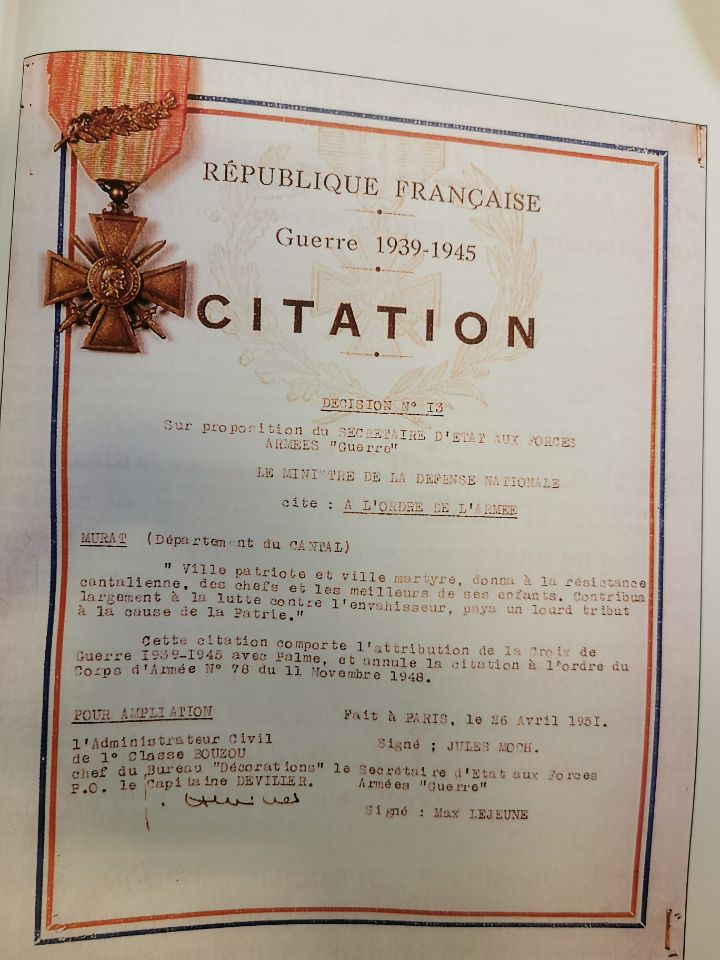
Citation

Le matin, les déportés mangent un morceau de pain (le soulag), boivent une infusion d'orge en guise de café, puis les équipes kommando sont formées. Les déportés reçoivent un petit bol de soupe claire (souvent aux chou) avec un morceau de pain. L'après midi, les hommes partent travailler, leur travail consiste à décharger des péniches de décombres venant de Hambourg. Ils participent notamment à la construction de la base Valentin à Brême-Farge, près de Brême. Cette base doit servir au montage et à la fabrication de sous-marins. C'est un chantier gigantesque, grand comme cinq terrains de football, avec une hauteur de 40 mètres et un toit de 8 mètres d’épaisseur. Les conditions de travail sont rudes car il faut décharger les wagons contenant des sacs de ciment, des poutrelles de fer. Le premier Muratais à succomber à ces persécutions décède dès le mois d'octobre 1944, puis beaucoup meurent en décembre. Les hommes sont logés à quatre kilomètres du chantier dans une citerne à pétrole de 50 mètres de diamètre. La base existe toujours, la rue s'appelle Rue du camp. 